# Ботанический сад Балларата
Ботанический сад Балларата (англ. Ballarat Botanical Gardens) — ботанический сад города Балларат в штате Виктория в Австралии.

## История

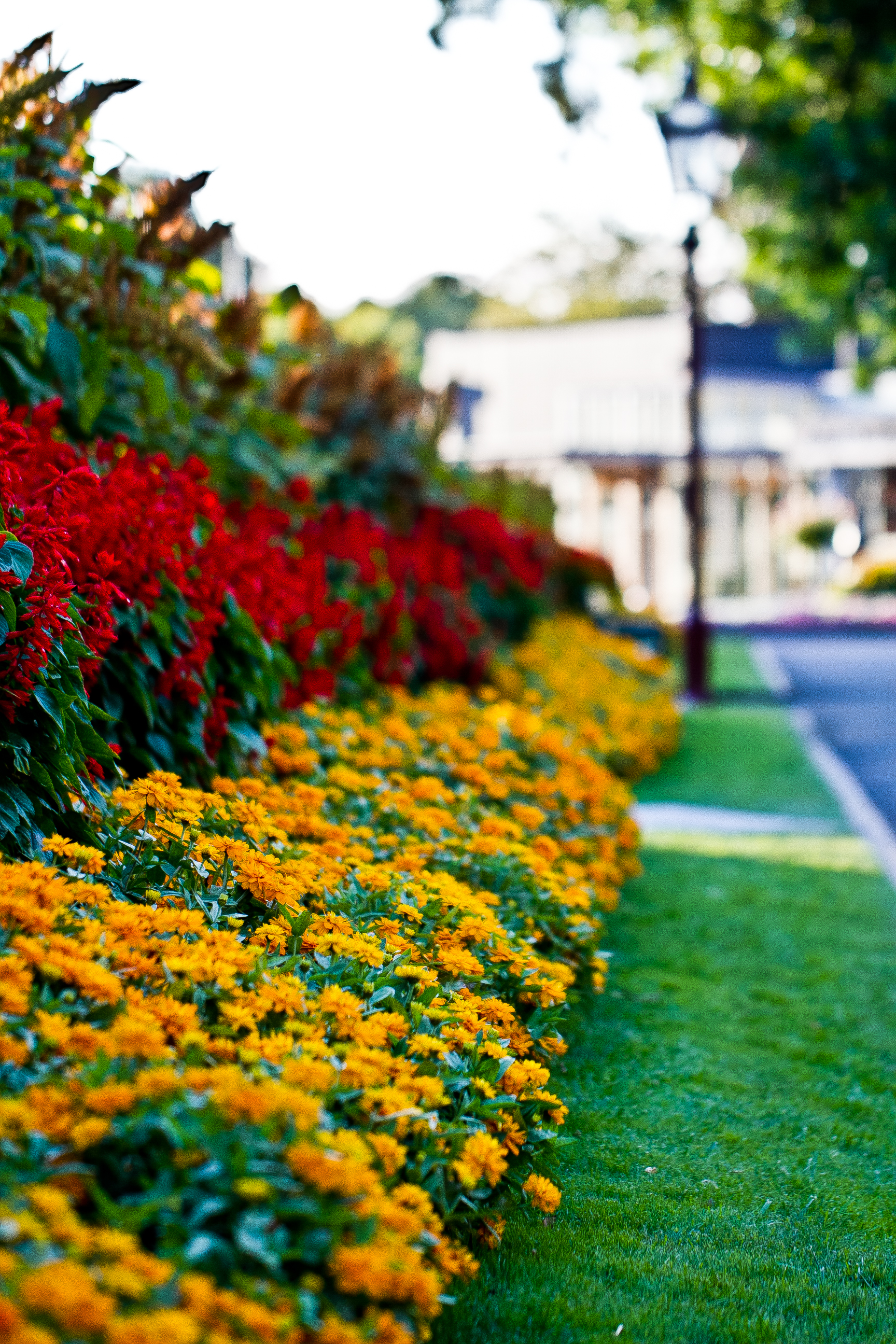
Цветочные клумбы,

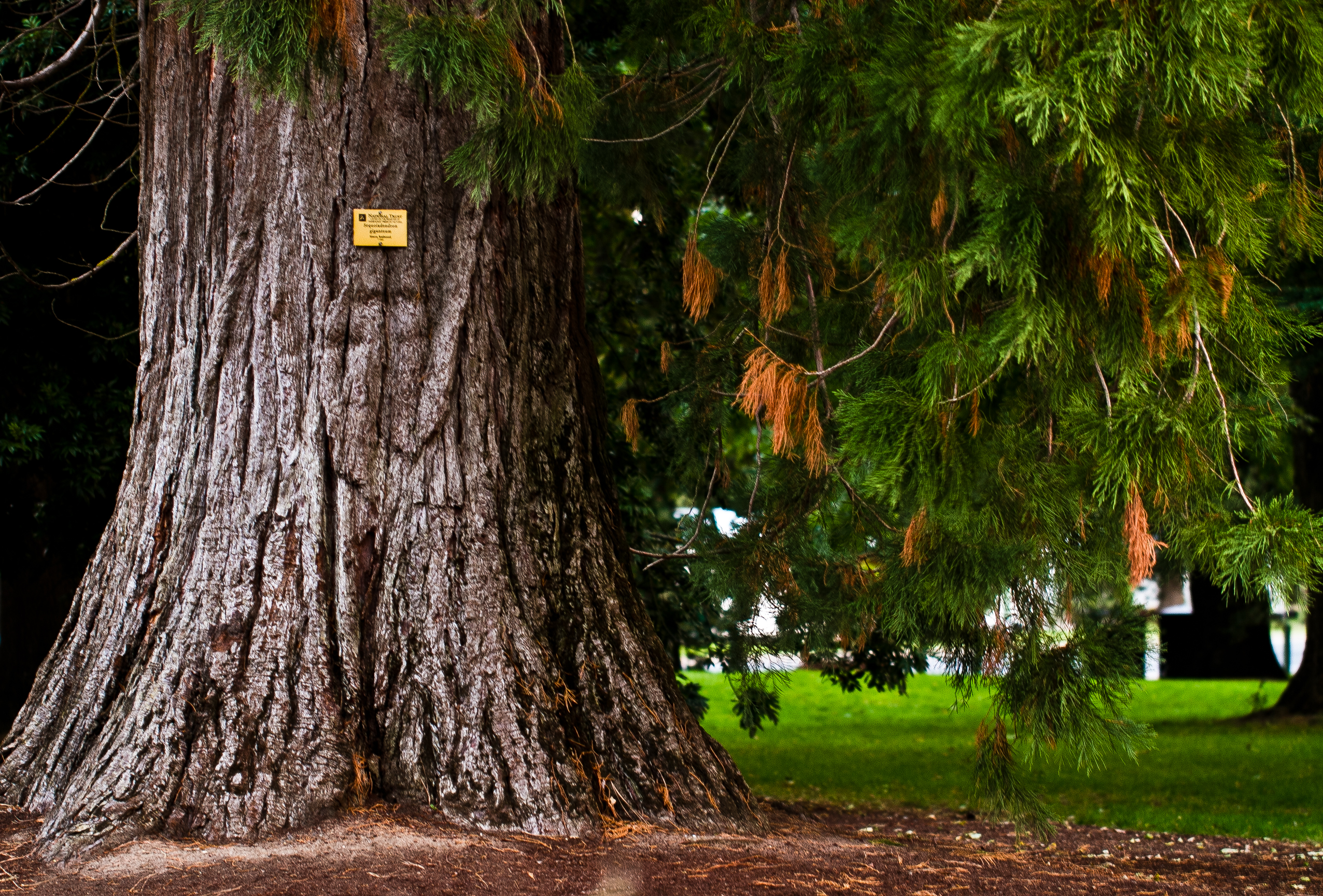
секвойядендрон гигантский,

Расположенный чуть более чем в 100 км к северо-западу от Мельбурна, Балларат в 1851 году стал местом первой в истории Австралии золотой лихорадки, благодаря которой 20 тысяч шахтёров превратили малонаселённое место в самый крупный город штата Виктория.
Строительство ботанического сада было официально утверждено в 1857 году, после того как Комитет по вопросам управления принял решение преобразовать загон для лошадей полиции Балларата в ботанический сад. Началось строительство в 1858 году, через два года после образования муниципалитета, и в это же время богатые помещики начали украшать свои роскошные земельные участки растениями, напоминавшими им о доме. Место для сада было выбрано на западном берегу живописного озера Уэндури в районе Лейк-Уэндури, около 3,5 км от центра города Балларат. Озеро находилось в пешей доступности для жителей города, а кроме того, около него был проложен трамвайный маршрут. Аукцион на оформление сада выиграли некие Райт и Армстронг, имевшие в распоряжении материалы, поставляемые бароном фон Мюллером из Королевского ботанического сада Мельбурна и Дэниэлем Бюнсе из Ботанического сада Джелонга.
В 1859 году первым садовником был назначен Джордж Лонгли, начавший преобразование бывшего загона для лошадей в настоящий ботанический сад. Он привлёк к этому делу местных богачей, активно жертвовавших денежные средства, а также Томаса Стоддарта и Джеймса Рассела Томсона, подаривших саду коллекцию мраморных скульптур. Массовые посадки деревьев начались в 1860-х годах, в частности, основой для сада стали 28 секвойядендронов гигантских, посаженных в 1863 году. С этого времени и до 1874 года в саду также были посажены секвойи, болотные кипарисы, турецкие дубы, дубы друидов и плакучие вязы.
С 1898 года в саду начато культивирование бегоний, вскоре после их открытия в Перу и Боливии. К 2005 году количество их видов дошло до 221, включая такие, как Begonia × tuberhybrida, Begonia pearcei, Begonia boliviensis. Сад располагает также коллекцией азалий, камелий, георгин и роз.

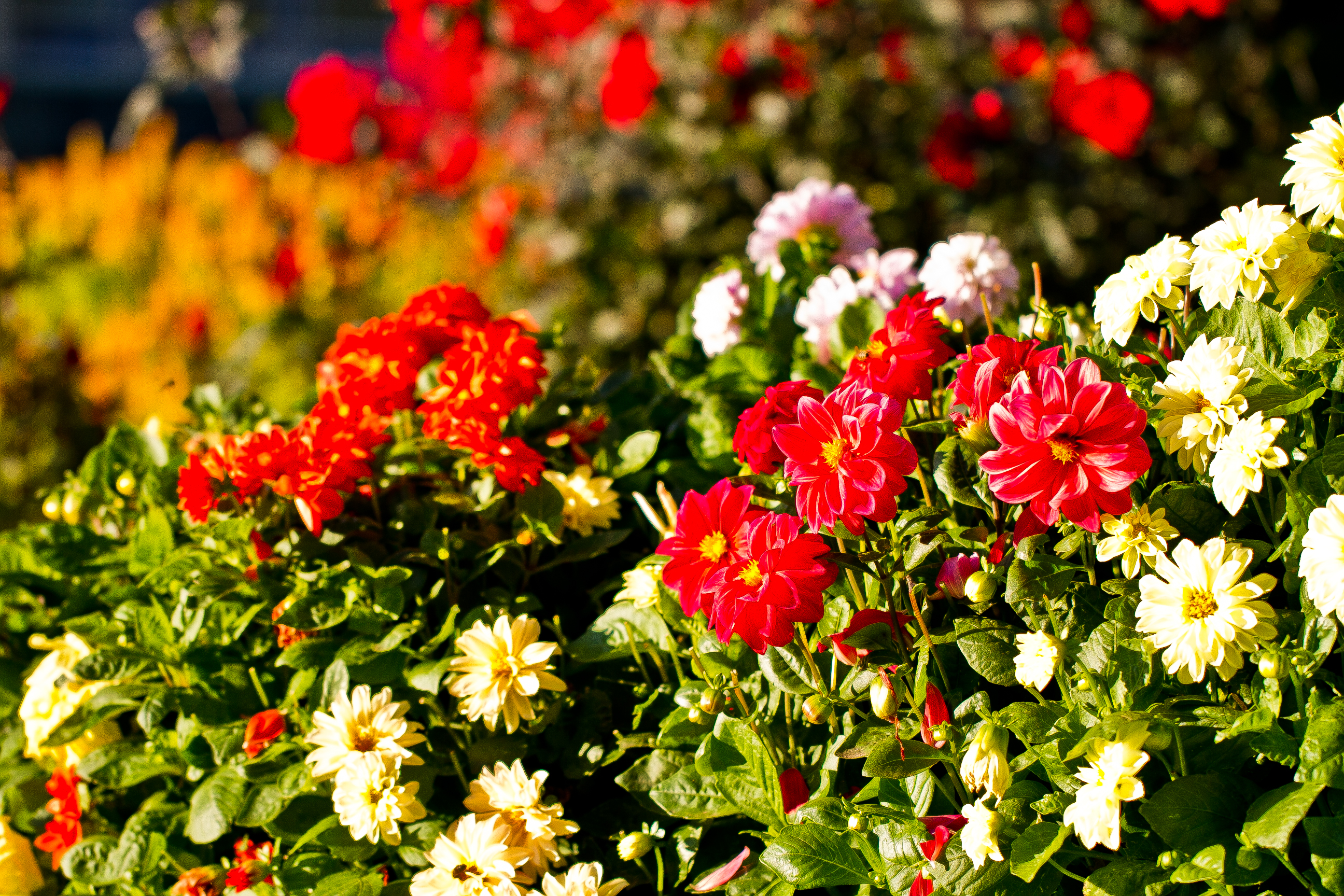
и георгины в Ботаническом саду, 2012 год.

С начала 1990-х годов и в течение последующих 12 лет область сада страдала от недостатка осадков, и в 2006 году Балларат перешёл на четвёртую стадию водных ограничений, означающую, что садоводы не могут больше поливать свои огороды, обустроенные хоть и на богатой вулканической почве, но страдающие от наличия непроницаемых пластов жёлтой глины, а также сильных ветров.
В 2007 году сад отпраздновал своё 150-летие, ознаменовавшееся тем, что губернатор Виктории Дэвид де Кретсер посадил два новых дерева. 21 января 2014 года мэр Балларата Джошуа Моррис и президент общества «Друзья Ботанического сада Балларата» Элизабет Гилфиллан подписали соглашение о взаимопонимании для будущего развития сада. В мае Городской совет предложил объединить южный и северный сады в единый дендрарий, а также перепланировать весь сад, чтобы «к июню 2016 года Ботанический сад Балларата стал ботаническим садом XXI века в качестве одного из лучших региональных ботанических садов в Австралии». В октябре из-за сильного урагана в Ботаническом саду упало несколько деревьев.

## Архитектура и композиция
Ботанический сад Балларат занимает площадь в 40 гектаров (99 акров) и делится на три зоны: центральный Резерв ботанического сада, сохраняющий викторианский стиль, по обеим сторонам от которого расположены открытые парковые зоны, известные как Северный и Южный сады.
В ботаническом саду растут 52 взрослых хвойных, лиственных и местных деревьев, многие из которых занесены в Реестр Национального фонда деревьев. Рабочие Ботанического сада внимательно следят за состоянием старых деревьев путём проведения регулярной профилактики, включающей в себя убирание опавшей листвы, мульчирование, увеличение полива, борьбу с вредителями и прочие меры. Острова и каналы озера Уэндури и водно-болотные угодья Северного сада предоставляют собой среду обитания для родных и введённых рыб, птиц и млекопитающих. Сад оформлен тематическими коллекциями папоротников, трав и местных растений. В Сенсорном саду находятся растения, которые можно потрогать. Рядом с Консерваторией и Садоводческим центром Роберта Кларка, в зимнем саду размещены специально выведенные цветочные культуры, которые не могут расти в открытой окружающей среде.

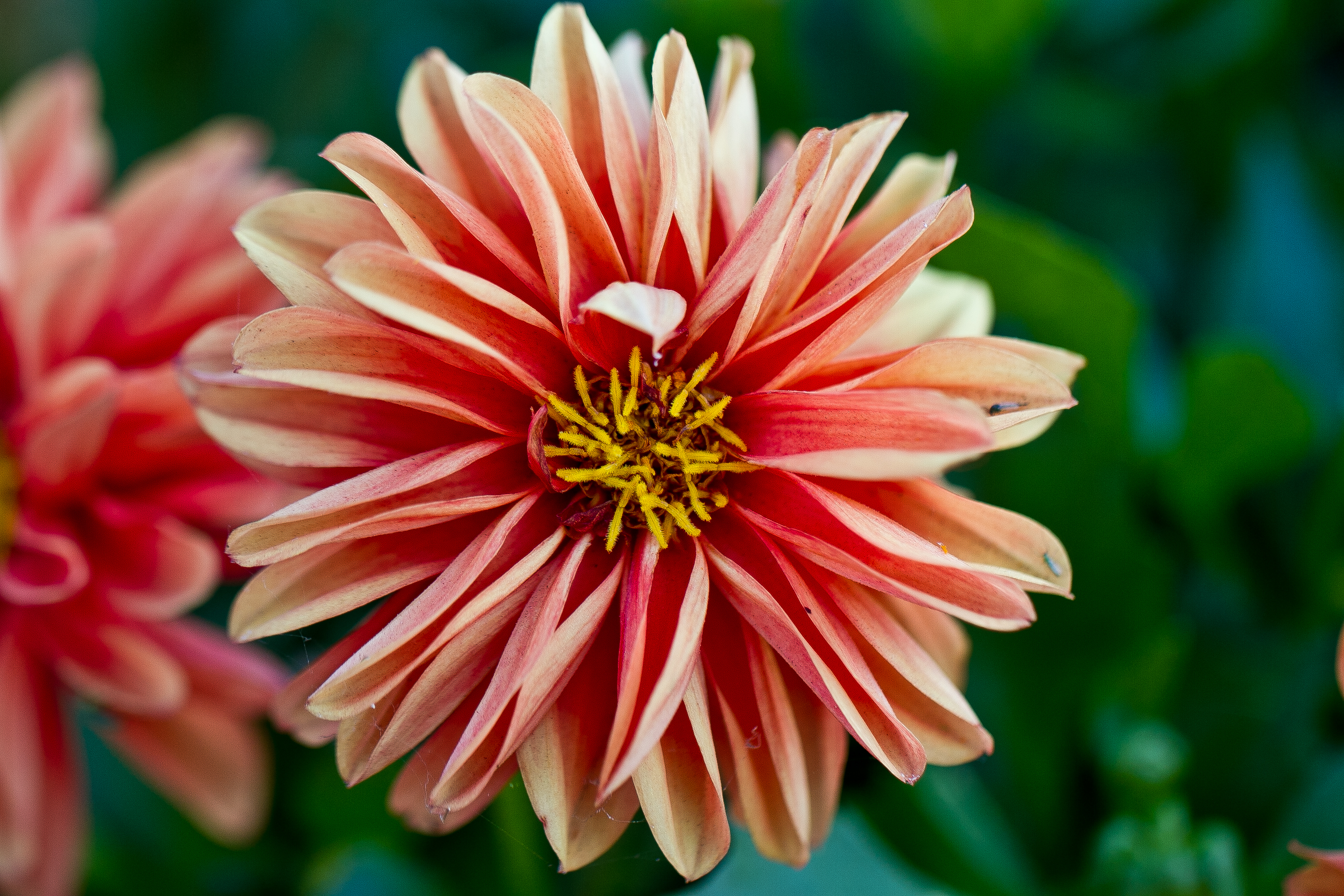
Георгина
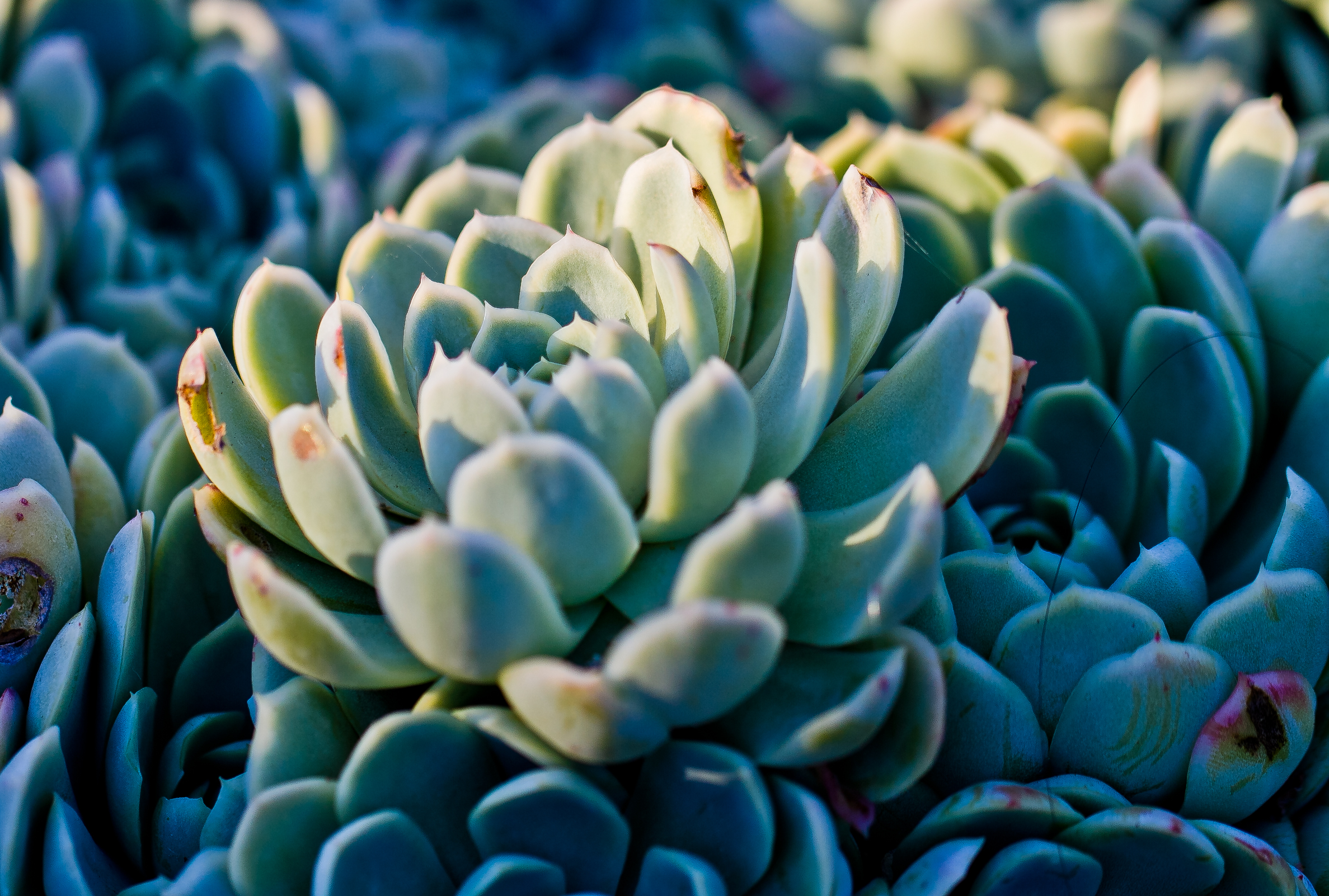
Эчеверия
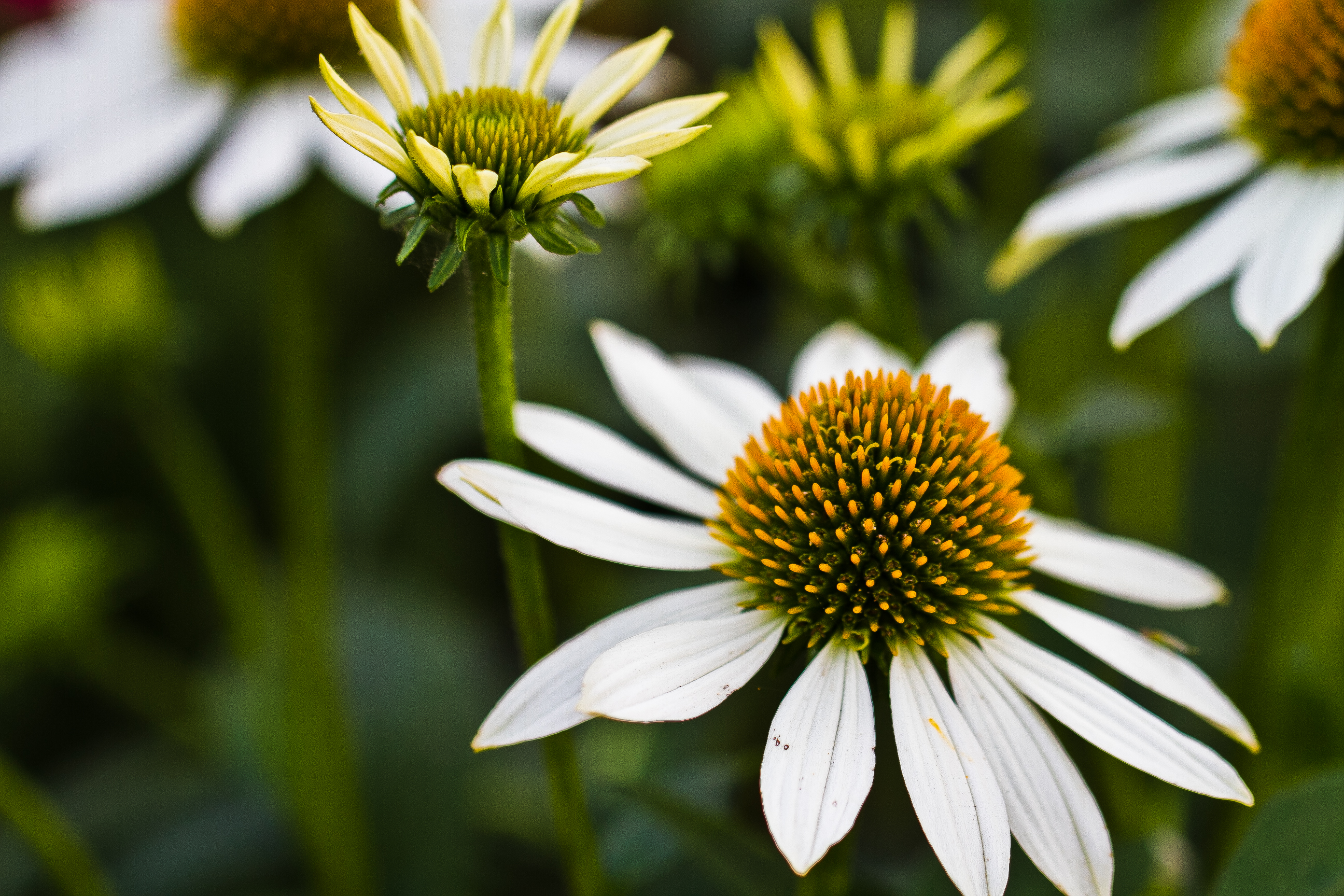
Эхинацея пурпурная

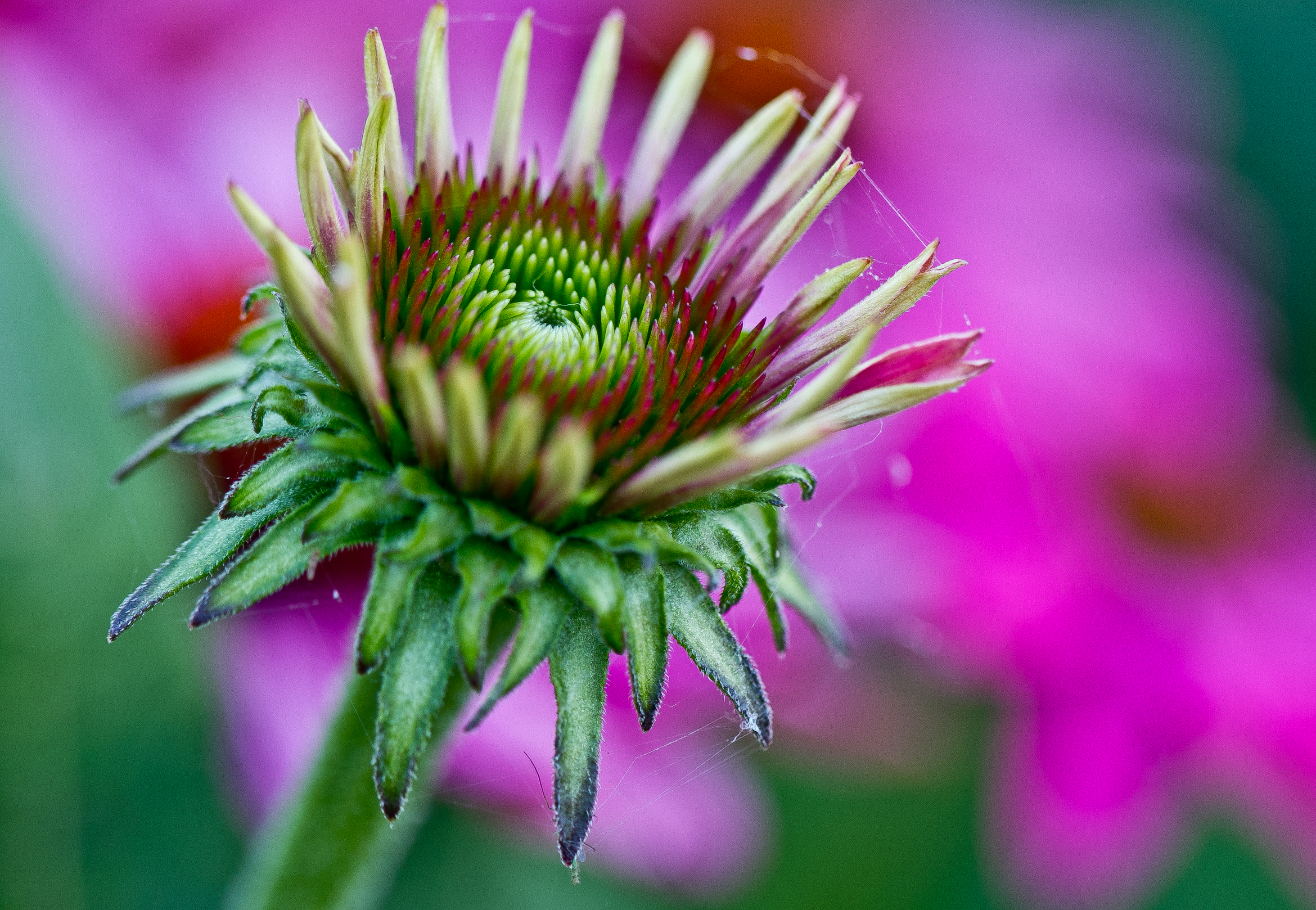
Эхинацея пурпурная
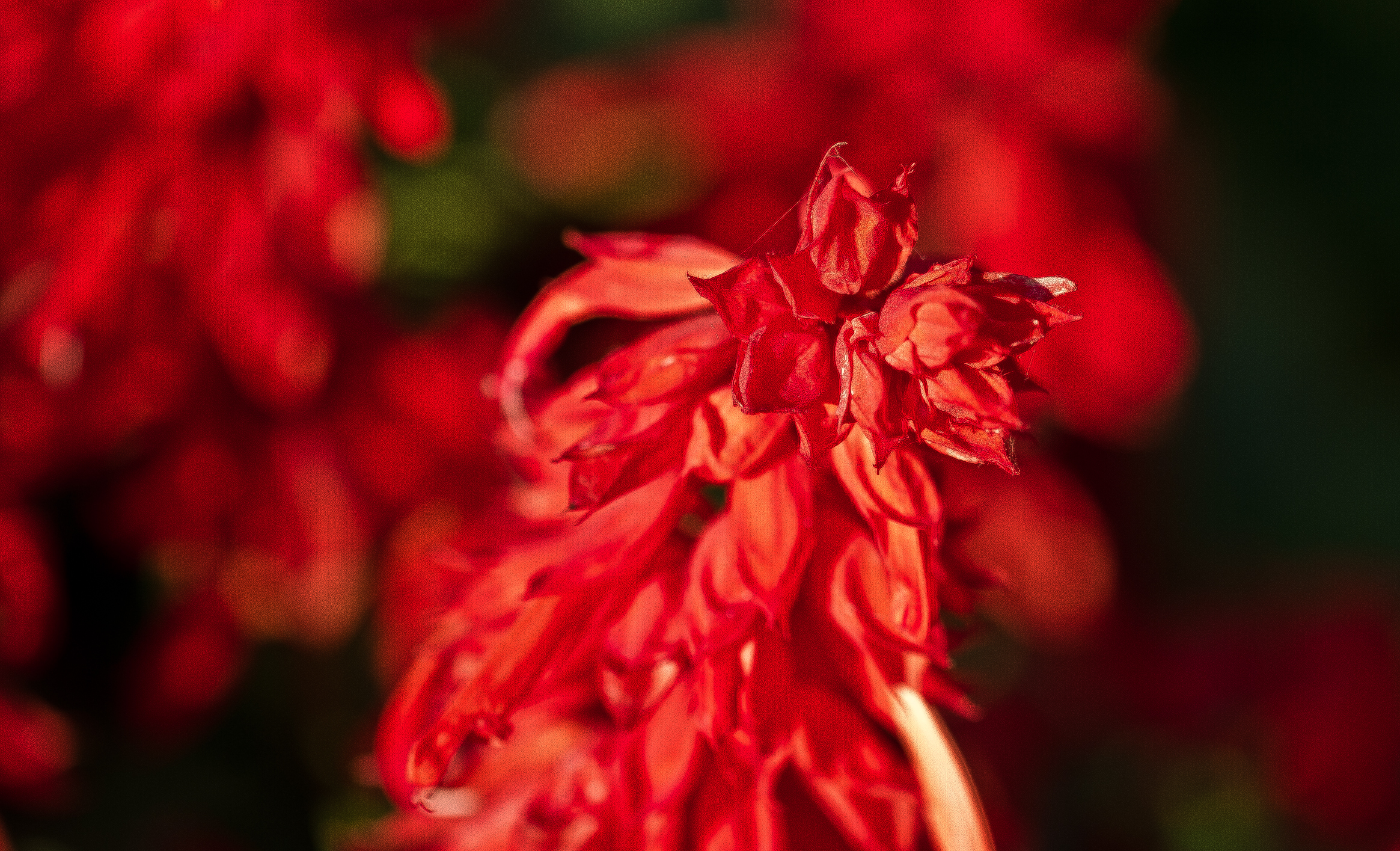
Шалфей сверкающий
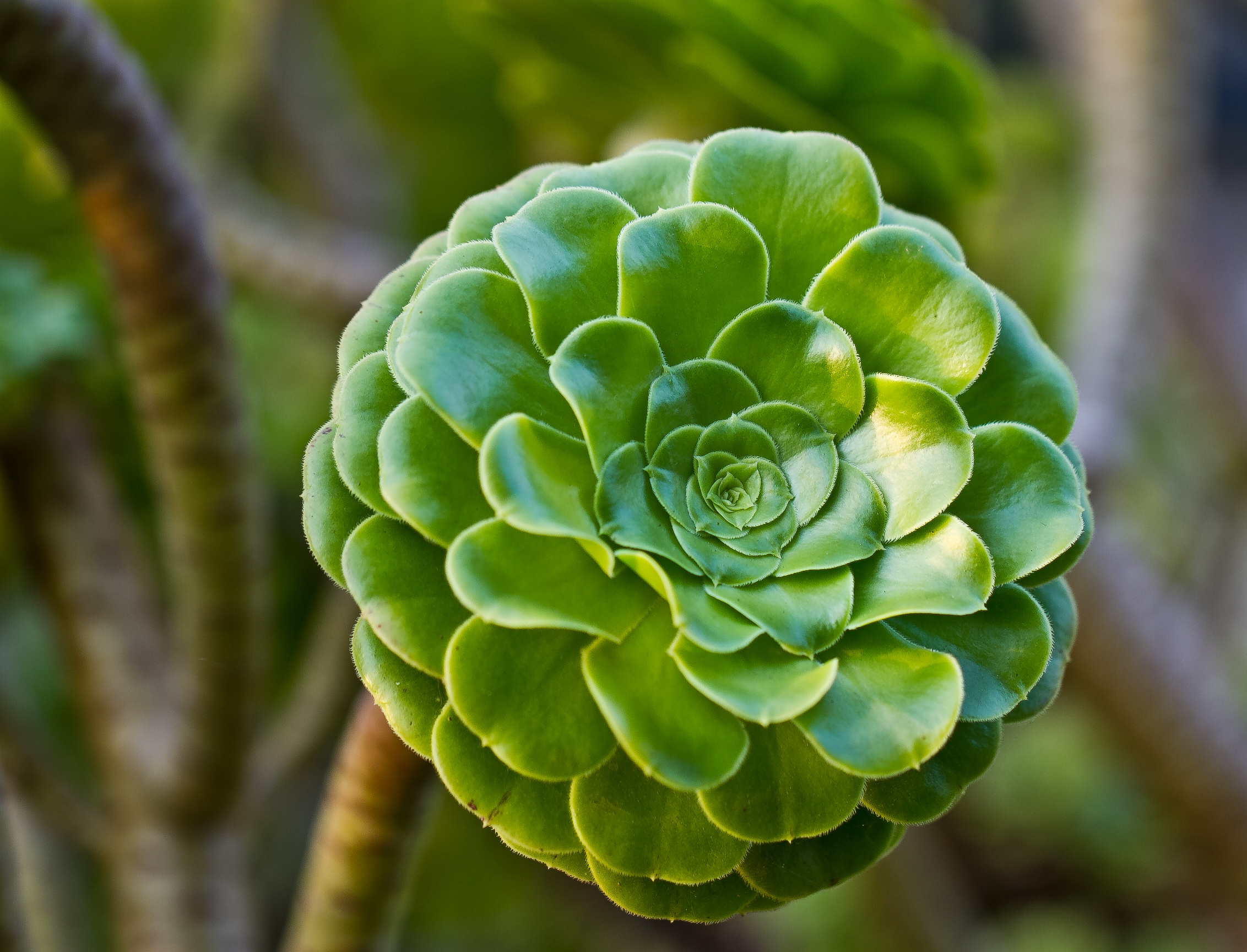
Эониум древовидный

Коллекция Скульптурного павильона состоит из 12 белых мраморных статуй, подаренных саду Томасом Стоддартом в 1884 году после посещения им Каррары в Италии. Скульптуры изображают фигуры классической мифологии: Весна, Лето, Осень, Зима, Геркулес, Помона, Менады, Геба, Флора Фарнезская, Леда, Меркурий и Флора. Статуи были открыты губернатором Виктории в День Империи в присутствии тысяч человек. В 1888 году жителем Балларата Джеймсом Расселом Томпсоном был подарен комплект из пяти мраморных статуй и большой скульптуры шотландского национального героя Уильяма Уоллеса, встречающей посетителей у входа в сад. В 1993 и 2002 годах несколько статуй были сильно повреждены вандалами, после чего отреставрированы и помещены в Скульптурный павильон, а в 2010 году возвращены на свои родные пьедесталы.
На Авеню премьер-министров на Хорс-Честнат-авеню расположена коллекция бронзовых бюстов всех премьер-министров Австралии на полированных гранитных постаментах. Первые 6 бюстов были пожертвованы Ричардом Краучем, самым молодым членом Палаты представителей Парламента Австралии и другом 2-го премьер-министра Альфреда Дикина. Первым на авеню стоит бюст отца-основателя Федерации 1-го премьер-министра Эдмунда Бартона. Впоследствии Крауч завещал денежные средства на поддержание проекта и добавление дополнительных бюстов.

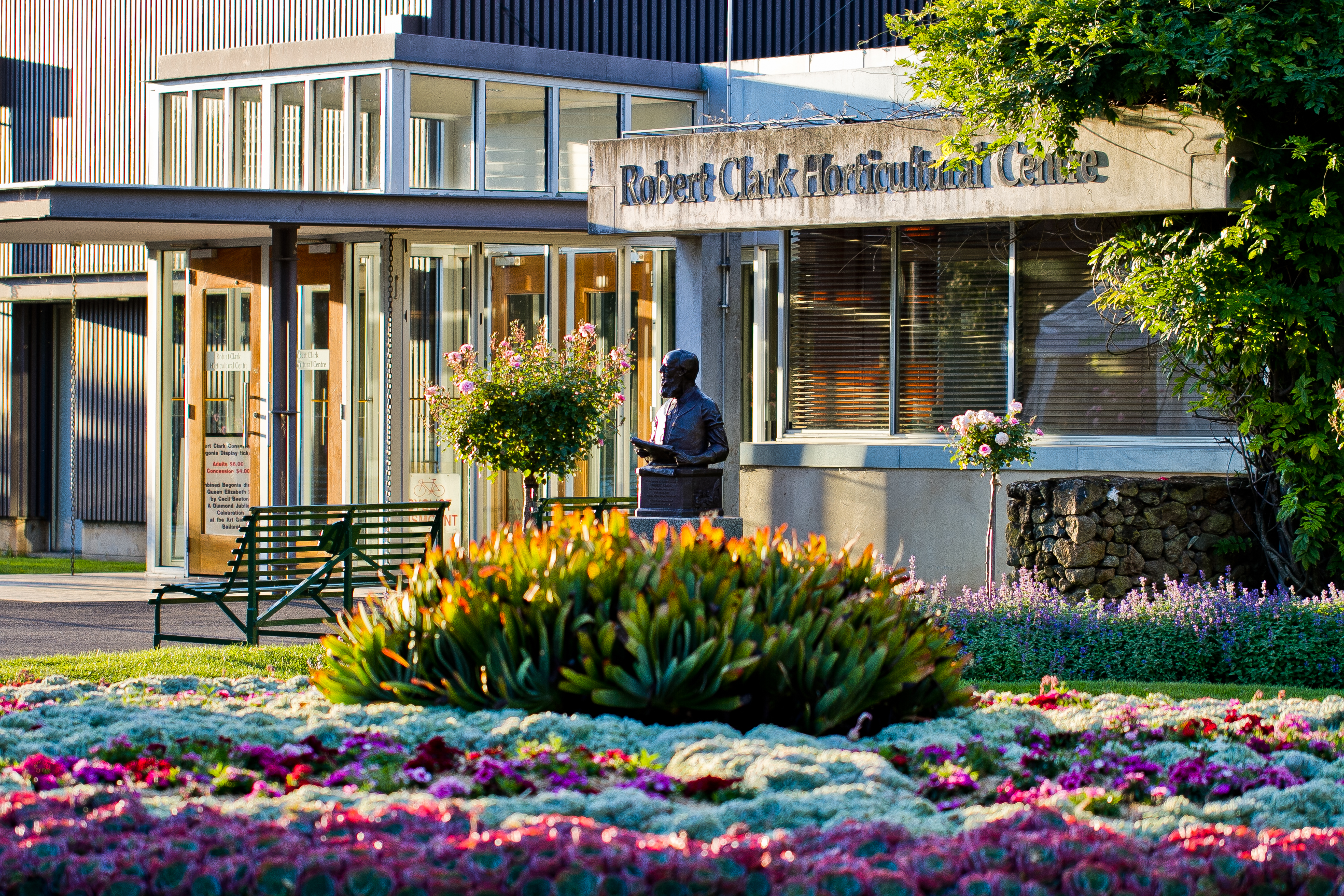
Вид на цветники у Садоводческого центра, 2012 год.
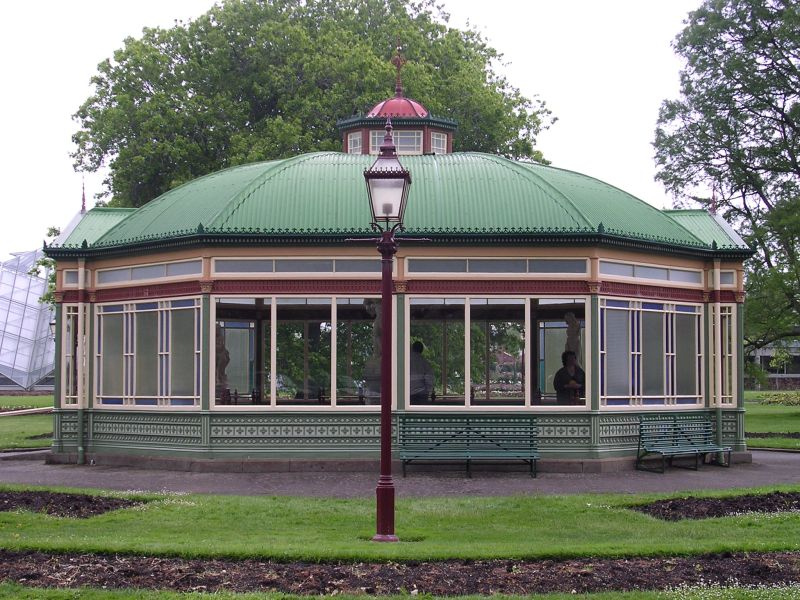
Скульптурный павильон, 2006 год.
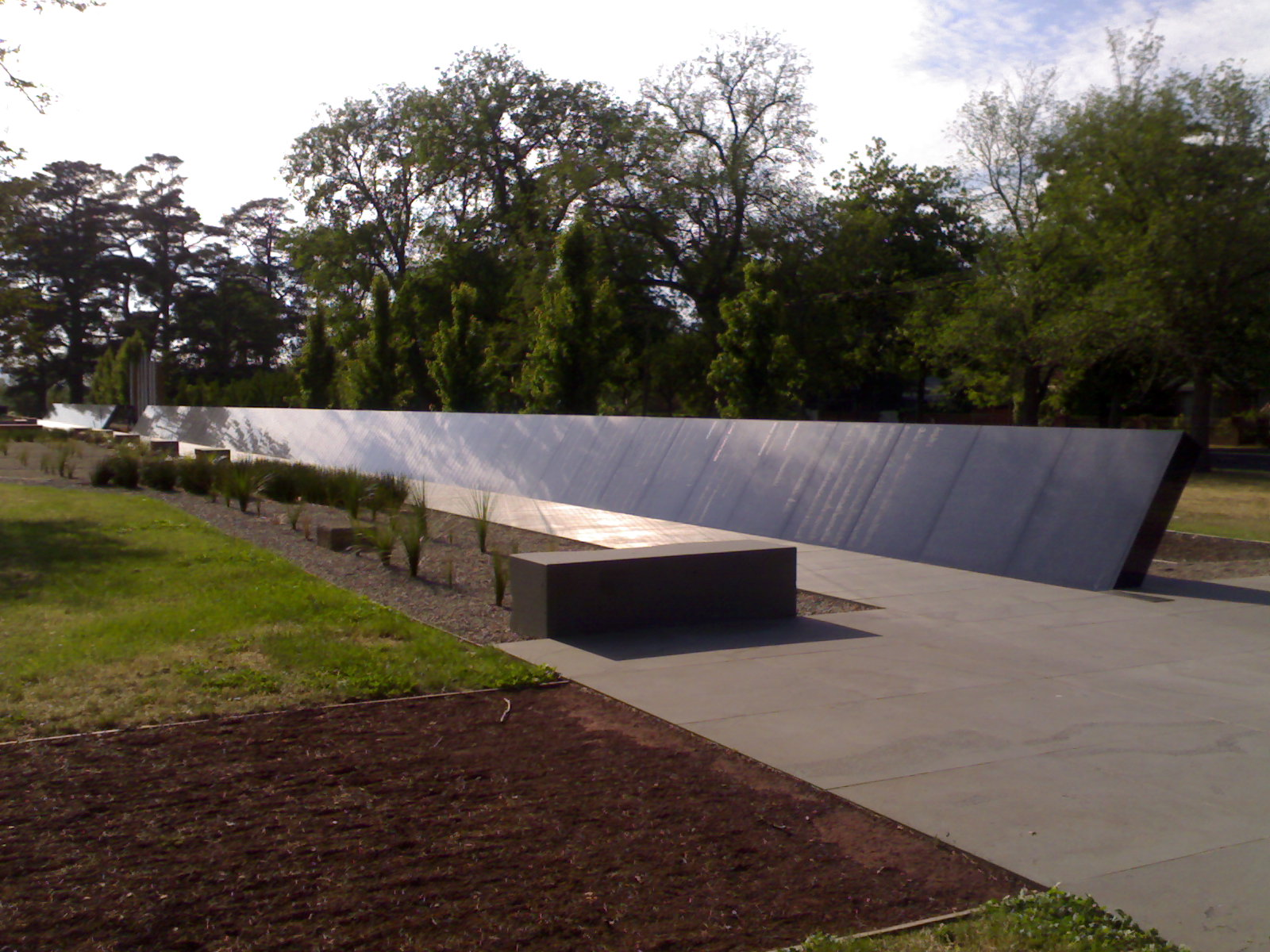
Мемориал бывшим военнопленным, 2006 год.

На оконечности Южного сада находится Мемориал бывшим австралийским военнопленным, открытый 6 февраля 2004 года генералом Питером Косгроувом. Стоимость проекта художника Питера Близзарда составила 1,8 миллионов долларов США. Комплекс представляет собой 130-метровую гранитную стену с именами 35 тысяч австралийских военнопленных времён бурских, первой и второй мировых, корейской войн. Также в Южном саду находится Трамвайный музей Балларата, включающий в себя депо, собрание исторических экспонатов и коллекцию трамвайных вагонов.
|                                                         |
| Панорамный вид на Ботанический сад Балларата, 2011 год. |

## Инфраструктура
По улицам Уэндури-парад и Джиллис-стрит расположены автомобильные стоянки, а просторная парковка для автобусов обустроена у Северного сада. На каждом конце Ботанического сада находятся общественные туалеты.